# Mitar Dzurits

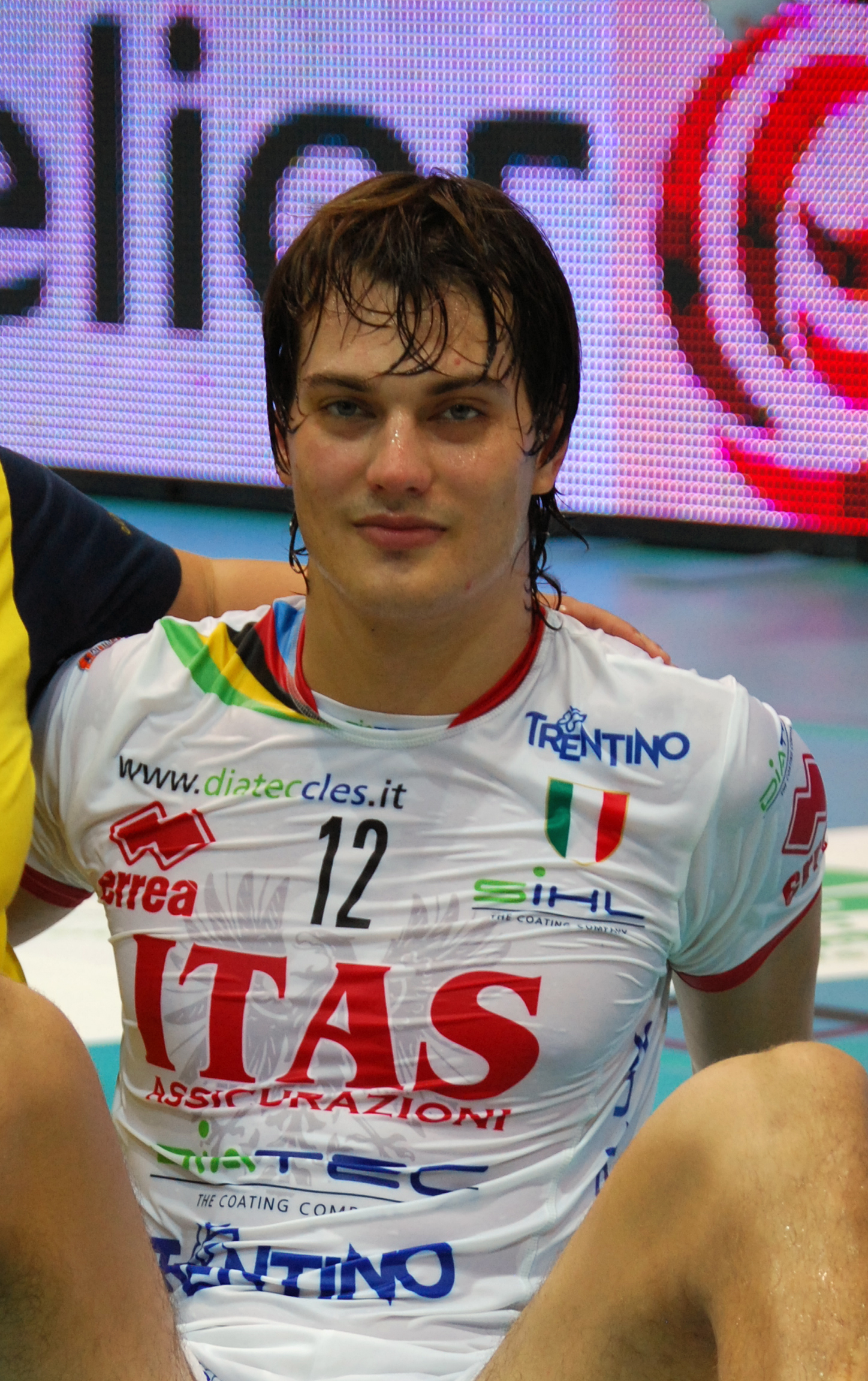
Mitar Dzurits zawodnikiem Itasu Diatec Trentino w sezonie 2011/2012

Mitar Dzurits, Mitar Đurić (gr. Μίταρ Τζούριτς, Mítar Tzoúrits; ur. 25 kwietnia 1989 w Sarajewie w Jugosławii) – grecki siatkarz pochodzenia bośniackiego, reprezentant kraju, grający na pozycjach środkowego oraz atakującego.
26 maja 2018 roku wziął ślub z włoską siatkarką Martiną Guiggi.

## Sukcesy klubowe
Liga cypryjska:
- 2004

Liga grecka:
- 2009, 2010, 2011, 2024[10]
- 2025[11]
- 2007, 2008, 2022[12]

Puchar Grecji:
- 2009, 2011, 2024[13], 2025[14]

Superpuchar Grecji:
- 2010, 2011, 2021, 2025[15]

Klubowe Mistrzostwa Świata:
- 2011, 2012

Superpuchar Włoch:
- 2011

Puchar Włoch:
- 2012, 2013

Liga Mistrzów:
- 2014, 2016
- 2012

Liga włoska:
- 2013, 2015
- 2012

Superpuchar Turcji:
- 2013

Puchar Turcji:
- 2014

Liga turecka:
- 2014

Liga południowokoreańska:
- 2015

Puchar Ligi Greckiej:
- 2024[16]

## Sukcesy reprezentacyjne
Liga Europejska:
- 2014

## Nagrody indywidualne
- 2009: MVP Greckiej Ligi Siatkówki A1 w sezonie 2008/2009
- 2010: MVP Greckiej Ligi Siatkówki A1 w sezonie 2009/2010
- 2011: MVP Greckiej Ligi Siatkówki A1 w sezonie 2010/2011
- 2024: MVP finału Pucharu Grecji
- 2024: MVP finału Pucharu Ligi Greckiej[16]